# Jezioro Drwęckie
Jezioro Drwęckie – jezioro w Polsce, położone w województwie warmińsko-mazurskim, w powiecie ostródzkim, w granicach administracyjnych Ostródy i gminy wiejskiej Ostróda, na obszarze Doliny Drwęcy. 

## Charakterystyka
Po raz pierwszy wzmiankowano je w 1332 roku jako see Drywanczyn.
Jezioro Drwęckie składa się z dwóch wąskich rynien – jednej równoleżnikowej, długości 12 km, oraz drugiej, odgałęzionej na północny zachód, o długości 5 km.

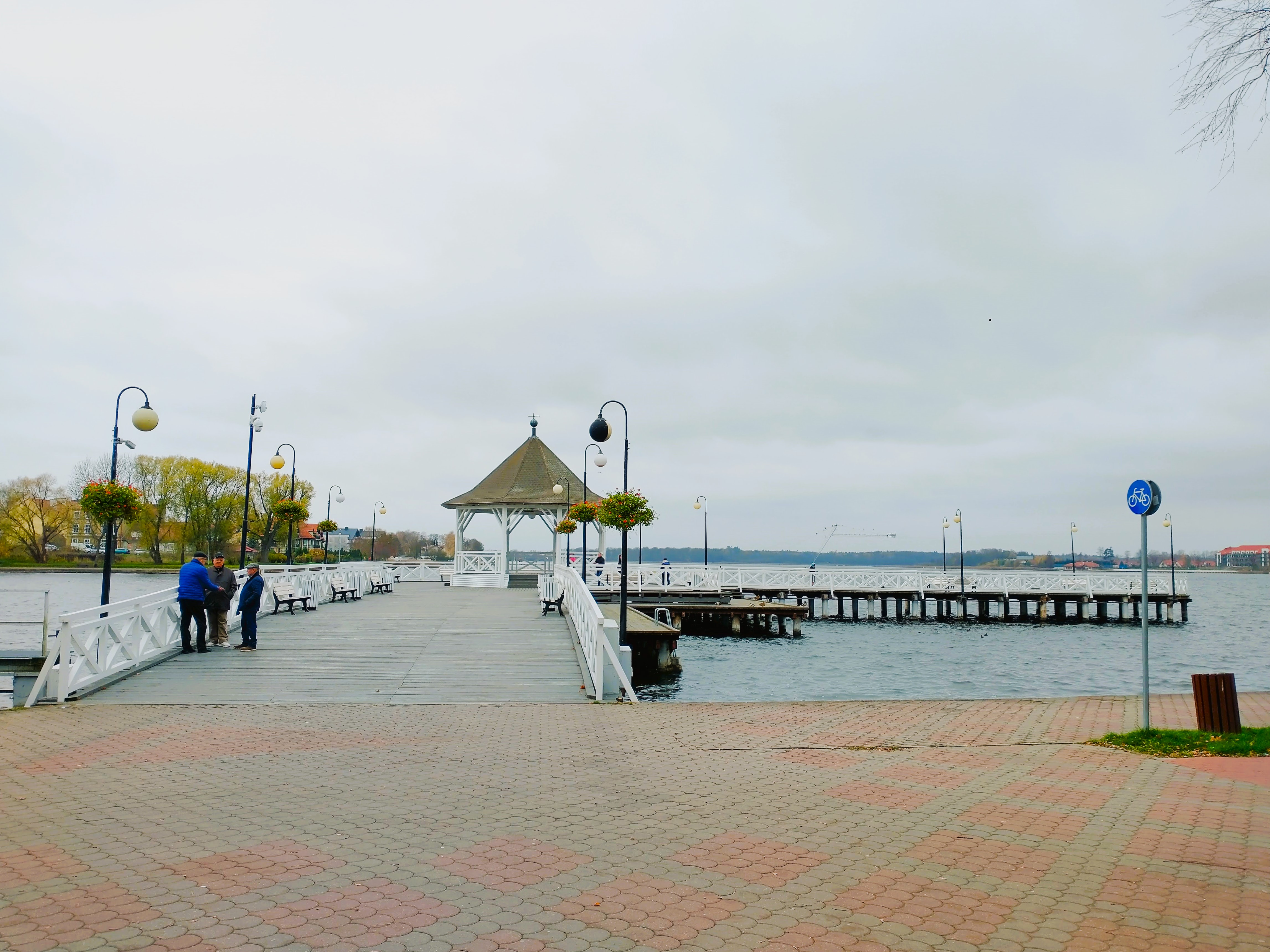
Promenada w Ostródzie

Brzegi w części północnej są wysokie i zalesione (Lasy Liwskie), w części południowej niskiej, podmokłe i bezleśne.
W najszerszej części jeziora znajduje się wyspa Ostrów. Od wschodu jezioro połączone jest kanałem z jeziorem Pauzeńskim (Puzy). W kanale zlokalizowana jest śluza Ostróda. Szlak wodny prowadzi dalej z jeziora Pauzeńskiego przez kanał, w którym jest zlokalizowana kolejna śluza – Mała Ruś – na jezioro Szeląg Wielki (prowadzi tędy szlak kajakowy i żeglarski). Zachodnia odnoga Jeziora Drwęckiego ciągnie się równoleżnikowo na długości 11 km (szerokość do 0,8 km). Brzegi są niskie i podmokłe, północne zalesione. Na północy wypływa z niej Kanał Elbląski, na zachodzie wpada Iłga, łącząca z jeziorem Ilgi (25 ha), od południa – łączy się z jeziorami: Smordy (22,5 ha) i Morliny (66 ha). Przez Jezioro Drwęckie przepływa ze wschodu na zachód rzeka Drwęca. 

## Dane morfometryczne
Powierzchnia jeziora wynosi 880,8 ha, głębokość – 22,3 m, szerokość – 1,1 km, z wyspą o powierzchni 10,8 ha.

## Turystyka
Wokół jeziora prowadzą z Ostródy do Piławek szlaki turystyczne: niebieski i zielony.